# Oravaisjärvi
Oravaisjärvi är en sjö i Finland. Den ligger i kommunen Pielavesi i landskapet Norra Savolax, i den centrala delen av landet, 400 km norr om huvudstaden Helsingfors. Oravaisjärvi ligger 143,9 meter över havet. I omgivningarna runt Oravaisjärvi växer i huvudsak blandskog. Den är 2,1 meter djup. Arean är 84,5 hektar och strandlinjen är 4,16 kilometer lång. Sjön  ingår i Kymmene älvs huvudavrinningsområde. 